# Xylophanes epaphus
Xylophanes epaphus es una polilla de la familia Sphingidae. Vuela en la Guayana francesa, Surinam, Ecuador, Brasil y se estima que posiblemente se esté extendiendo hasta en norte de Argentina.
Es un poco parecida a Xylophanes obscurus pero suele ser más pálida y con un tinte de color rosado. Las alas delanteras son más cortas y más anchas bajo el ápice.
La parte superior de las alas delanteras es similar a "Xylophanes obscurus" pero más marrón pálido, la mancha discal oscura es más pequeño, transversal, poco ovalado y menos de medio el ancho de Xylophanes obscurus.
Los adultos probablemente vuelan sobre un año.
Las orugas posiblemente se alimentan sobre Psychotria panamensis, Psychotria nervosa y Pavonia guanacastensis.

## Sinonimia
- Choerocampa epaphus (Boisduval, 1875).
- Theretra boettgeri (Rothschild, 1895).